# Philippe Clerc
Philippe Clerc (Suiza, 24 de diciembre de 1946) fue un atleta suizo especializado en la prueba de 100 m, en la que consiguió ser medallista de bronce europeo en 1969.

## Carrera deportiva
En el Campeonato Europeo de Atletismo de 1969 ganó la medalla de bronce en los 100 metros lisos, corriéndolos en un tiempo de 10.5 segundos, llegando a meta tras el soviético Valeriy Borzov y el francés Alain Sarteur, ambos con un tiempo de 10.4 segundos.